# Estação Hospital 20 de Noviembre
A Estação Hospital 20 de Noviembre é uma das estações do Metrô da Cidade do México, situada na Cidade do México, entre a Estação Zapata e a Estação Insurgentes Sur. Administrada pelo Sistema de Transporte Colectivo, faz parte da Linha 12.
Foi inaugurada em 30 de outubro de 2012. Localiza-se no cruzamento do Eixo 7 Sur com a Avenida Coyoacán. Atende o bairro Del Valle Sur, situado na demarcação territorial de Benito Juárez. A estação registrou um movimento de 4.150.150 passageiros em 2016.